# 이치카와 다쿠지
이치카와 다쿠지(일본어: 市川 拓司. 1962년 10월 7일 ~ ）는 일본의 소설가이다.

## 개요
도쿄도 출생으로 소학교까지 후추시에서 다녔으며, 중학교때 사이타마현으로 이사하여, 그 후 현내에서 생활하였다. 사이타마현립여야고등학교, 돗쿄대학경제학부 경제학과를 졸업. 출판사에 취직하지만 얼마안 가 퇴직 (본인말로는 그 시절의 나는 일그러져있었다고). 자전거로 일본일주를 떠났으며, 그 무렵부터 아내를 위하여 소설을 쓰기 시작했다. 1997년부터는 인터넷상에 다수의 작품을 발표하기에 이르렀다. 미스터리 작가로써의 데뷔를 목표로 삼기도 하여, 산트리미스테리대상, 아유카와 테츠야 상, 소겐추리단편상에 응모한 경험도 있다.
넷소설이 주목받기 시작하면서, 2002년에 『Separation』으로 데뷔, 이 작품은 『14개월 ~ 아내가 아이로 돌아가고 있어~』 로 TV 드라마화되었다. 2003년 발표한 『지금, 만나러 갑니다』는 베스트셀러소설 『세상의 중심에서 사람을 외치다』에 끼어넣는 광고로써 삽입되어, 그것을 계기로 대히트를 쳤다. 이 소설의 영화화가 주목받으면서, 단번에 연애소설작가란 칭호를 받게 되었다.
존 어빙, 이언 매큐언 등의 영향을 받았다. 작품은 대개 사랑이 근본이 되어 있지만, 그와 동시에 죽음이란 테마를 다루고 있다. 작품은 호러가 있기도 하고 서스펜스적인 요소가 들어가기도 하지만, SF, 판타지적 요소를 넣어 쓰는 것을 제일로 즐기고 있다.
작가 본인은 대학시절에 오랫동안 육상부에서 활동하였고, 아내는 기계체조를 하여 그 후 에어로빅강사가 되었기 때문에, 작품의 주인공커플은 이러한 영향을 받아 쓰여졌다.

## 작품(일본원본)
- 『Separation』（2002년　アルファポリス)(2006년 10월　『Separation―きみが還る場所』로 アルファポリス로부터 분할문고화）- 원제는 「きみはぼくの」, よみうりテレビ・日本テレビ에서 『14ヶ月～妻が子供に還っていく～』이라는 제목으로 드라마화, 단행본『Separation』（『Voice』동시수록 ）은 이치카와 다쿠지의 팬네임으로 발행되었다.
- 『いま、会いにゆきます』（2003년 2월 27일　소학관）- 동명의 영화화, TBS에서 동명의 드라마화, 소학관에서 동명의 만화화.
- 『恋愛寫眞　もうひとつの物語』（2003년 5월 30일　소학관）- 『ただ、君を愛してる』 로 영화화
- 『そのときは彼によろしく』（2004년 3월 31일　소학관）（2007년4월、문고화）- 동명의 영화화
- 『おぼえていてね　アーカイブ星ものがたり』（그림책, 그림 코지마 사토미）（2004년 10월 18일　소학관）- 영화「いま、会いにゆきます」 로부터 파생된 그림책
- 『弘海－息子が海に還る朝』（2005년　아사히 신문사）
- 『世界中が雨だったら』（2005년 6월 29일　신조사）- 초기에 쓰여진 단편 3개 묶음집
- 『卒業写真』（앤솔로지ー『I LOVE YOU』수록）（2005년 7월 7일　쇼우덴샤）
- 『きみはぼくの』（에세이）（2006년 10월　アルファポリス）
- 『Voice』（2006년 10월　アルファポリス） - 단행본『Separation』으로부터 분할문고화
- 『ぼくの手はきみのために』（2007년 2월　카도카와 서점）
- 『吸涙鬼　Lovers of Tears』（2010년 7월 16일　고단샤）[표지일러스트 : 토우메 케이]

## 작품(한국번역본)
- 『세퍼레이션 – 그대가 돌아가는 곳』 ( 2005년 1월 19일 대현문화사 이영미 옮김)
- 『지금, 만나러 갑니다』（2005년 2월 18일　랜덤하우스코리아 양윤옥 옮김）
- 『연애사진』（2009년 4월 23일　랜덤하우스코리아 양윤옥 옮김）- 『다만 너를 사랑하고 있어』 로 영화화
- 『그때는 그에게 안부전해줘』（2005년 8월 15일 랜덤하우스코리아 양윤옥 옮김）
- 『꼭 기억해줘 - 아카이브별 이야기』（그림책, 그림 코지마 사토미）（2005년 6월 1일　아이들판 홍성민 옮김）- 영화「지금 만나러 갑니다」 로부터 파생된 그림책
- 『아들이 바다로 간 아침』（2005년 4월 30일 현문미디어 홍성민 옮김）
- 『온 세상이 비라면』（2006년 2월 22일　랜덤하우스코리아 양윤옥 옮김）- 초기에 쓰여진 단편 3개 묶음집。
- 『졸업사진』（앤솔로지ー『I LOVE YOU』수록）（2007년 9월 25일　해냄출판사 신유희 옮김）
- 『너는 나의』 （2009년 6월 8일　랜덤하우스코리아 맹보용 옮김） - 세퍼레이션 새 버전

## 같이 보기
- 인터넷 소설